# エンフタイワン・アリウンボルド
エンフタイワン・アリウンボルド（モンゴル語: Энхтайваны Ариунболд、ラテン字：Enkhtaivan Ariunbold　1995年10月8日- ）はモンゴル出身の柔道選手。階級は60kg級。

## 経歴
2019年のアジアパシフィック選手権60㎏級で3位になると、グランプリ・ザグレブとミリタリーワールドゲームズでも3位となった。2021年のグランドスラム・パリでも3位だった。2022年にはグランドスラム・ウランバートルとアジア選手権でそれぞれ5位だったものの、世界選手権では伏兵ながら決勝まで勝ち上がるが、オリンピックチャンピオンの高藤直寿に小内刈で敗れるも2位となった。
IJF世界ランキングは2049ポイント獲得で13位(23/8/7現在)。

## 主な戦績
- 2019年 - アジアパシフィック選手権　3位
- 2019年 - グランプリ・ザグレブ　3位
- 2019年 - ミリタリーワールドゲームズ　3位
- 2021年 - グランドスラム・パリ　3位
- 2022年 - グランドスラム・ウランバートル　5位
- 2022年 - アジア選手権　5位
- 2022年 - 世界選手権　2位
- 2023年 -　ワールドマスターズ　2位

(出典、JudoInside.com)